# Rio Trishuli
O rio Trishuli ou Trisuli (em tibetano: སྐྱིད་གྲོང་གཙང་པོ།; romaniz.: Kirong Tsangpo; Wylie: skyid grong gtsang po; em nepali: त्रिशूली नदी; em chinês simplificado: 特耳苏里河; em chinês tradicional: 特耳蘇里河; em pinyin: Tè'ěrsūlǐ Hé ou Gǔlóng Zàngbù) é um rio transnacional que é um dos principais afluentes do Kali Gandaki (conhecido como Narayani no sul do Nepal). Nasce no Tibete e desagua na região central do Nepal.
O nome tem origem no trishula ou tridente de Xiva, um dos deuses mais importantes da mitologia hindu. Uma lenda conta que a nascente do rio surgiu quando Xiva espetou o seu tridente no alto dos Himalaias, em Gosaikunda. No nome tibetano, Tsangpo significa rio que corre desde ou através de Utsangue, a região a ocidente de Lassa.

## Descrição
As parte ocidentais da província de Utsangue são tradicionalmente conhecidas por Lato, as terras mais altas do Tibete. Em Lato Norte encontram-se os cursos mais altos dos rios Yarlung Tsangpo (Bramaputra) e Raga Tsangpo, enquanto que em Lato Sul situam-se os cursos superiores do Bum-chu (Arun), o Matsang Tsangpo (Sun Kosi) e o Kyirong Tsangpo.
A garganta e vale do Kyirong são uma das regiões alpinas mais pitorscas do Tibete. Dzongka, a capital da região de Kyirong domina a confluência do Kyirong Tsangpo com o seu principal afluente, o Zarong-chu. A garganta aber-se em Ragma, a 3 000 metros de altitude. Corre depois para o Nepal e junta-se ao Narayani em Devghat. Por sua vez, o Narayani, corre para a Índia, onde desagua no Ganges.
A bacia hidrográfica tem 4 640 km²; cerca de 9% dela está coberta por neve e glaciares, mais de 60% situa-se no Tibete e 85% situa-se acima de 3 000 metros de altitude. O caudal tem sido medido regularmente em Betrawati, a 600 metros de altitude, e é muito semelhante ao do Narayani, tanto na estação mais seca como durante a altura do degelo das neves.
O Trishuli é o rio mais popular do Nepal para a prática de rafting, devido às suas gargantas impressionantes, rápidos, trechos mais fáceis e bons acessos desde Catmandu, Pokhara e do Parque Nacional de Chitwan.